# 성주 (탐라)
성주(星主)는 고려 시대에 제주도의 대표적 토호에게 준 작호로, 당시 탐라를 다스리던 영주를 일컫는 칭호이다. 당시 탐라의 지배층이었던 제주 고씨가 이 작위를 독점하였다. 조선은 태종 4년인 1404년에 도주관제를 실시하고 성주제를 폐지하였다.

## 목록
- 고말로(髙末老) (938년 ~ 1030년)
- 고유(髙維) (1030년 ~ 1088년)
- 고조기(髙兆基) (1088년 ~ 1157년)
- 고정익(髙挺益) (1157년 ~ 1214년)
- 고적(髙適) (1214년 ~ 1270년)
- 고여림(髙汝霖) (1270년 ~ 1276년)
- 고정간(髙貞幹) (1276년 ~ ?)
- 고순(髙巡) (? ~ ?)
- 고복수(髙福壽) (? ~ 1281년)
- 고인단(髙仁旦) (1281년 ~ ?)
- 고수좌(髙秀佐) (? ~ 1318년)
- 고석(髙碩) (1318년 ~ ?)
- 고순량(髙順良) (? ~ 1357년)
- 고순원(髙順元) (1357년 ~ ?)
- 고명걸(髙明傑) (? ~ 1372년)
- 고신걸(髙臣傑) (1372년 ~ 1387년)
- 고봉례(髙鳳禮)[3] (1387년 ~ 1411년)